# Bras de la Plaine
Ne doit pas être confondu avec Ravine la Plaine.
Le Bras de la Plaine est une rivière de l'île de La Réunion, département d'outre-mer français dans le sud-ouest de l'océan Indien. Il constitue un affluent de la Rivière Saint-Étienne, dans laquelle il se jette après s'être écoulé du nord-est au sud-ouest. La vallée qu'il a creusée constitue la frontière entre les territoires des communes de l'Entre-Deux à l'ouest et du Tampon puis de Saint-Pierre à l'est. Elle accueille une petite centrale hydroélectrique, la centrale hydroélectrique du Bras de la Plaine.
Le Bras de la Plaine fait l'objet d'un arrêté préfectoral de protection de biotope depuis le 8 décembre 2006.

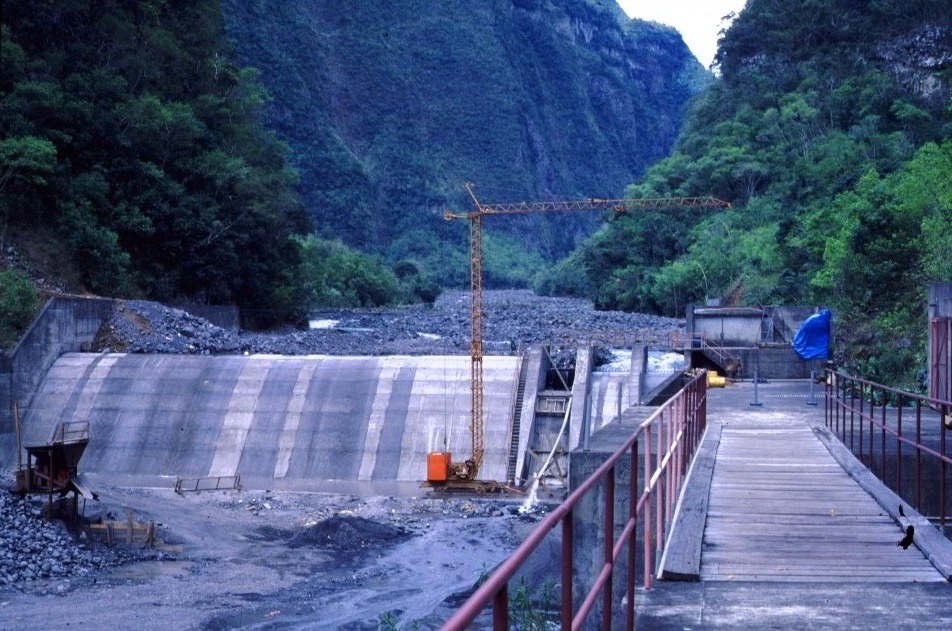
Vue du barrage hydroélectrique de la centrale du Bras de la Plaine, près de l'îlet du Bras Sec, en construction vers 1980.